# Gelignite
La gelignite, anche gelatina esplosiva o jelly, è un esplosivo a base di cotone collodio (nitrocellulosa) dissolto in nitroglicerina o nitroglicole e miscelato con polpa di legno e nitrato di potassio (nitrato di sodio o nitrato di potassio).
Fu inventato nel 1875 da Alfred Nobel, già inventore della dinamite. A differenza della dinamite, la gelignite non soffre di instabilità come la perdita di nitroglicerina dalla matrice solida. La composizione chimica ne permette la plasticità e la possibilità di essere maneggiata senza protezioni. Brucia lentamente e non può esplodere senza detonatore, può essere immagazzinata con sicurezza.
Nel Regno Unito è necessario un permesso specifico per poterlo possedere, rilasciato dal Chief Officer della Polizia. Dato l'utilizzo in ambito civile in cava e miniere, è storicamente stato usato per uso criminale da estremisti paramilitari come Irish Republican Army e lealisti.

## Frangex
Negli anni '70 del XX secolo la Irish Industrial Explosives Limited produceva 6.000 tonnellate di Frangex, per impieghi civili. Fu prodotto nella fabbrica di Enfield, County Meath. La Gardaí e l'Irish Army controllavano la fabbrica per evitare furti da parte dell'IRA. Lo Provisional Irish Republican Army (PIRA) acquistò del Frangex; 3,5 chilogrammi (7,7 lb) in possesso di Patrick Magee al momento dell'arresto e 300 chilogrammi (660 lb) occultati e trovati nel gennaio 1976.
Un volontario del PIRA, Sean O'Callaghan stimò che 25 libbre (11 kg) di Frangex potessero uccidere chiunque a 60 piedi (18 m). Anche Real IRA (RIRA) acquistò Frangex, e nel dicembre 2000, 80 barrette vennero scoperte a Kilmacow, County Kilkenny, vicino Waterford.

## Eventi
Il 12 settembre 2015, due esplosioni avvennero in un ristorante a Jhabua di Madhya Pradesh, India. Morirono 89 persone e vi furono più di 100 feriti. Furono danneggiati anche edifici vicini.